# Alicia Leigh Willis
Alicia Leigh Willis (* 1. März 1978 in Atlanta, Georgia) ist eine US-amerikanische Schauspielerin.

## Karriere
Seit 1996 war Willis in Filmen wie Überall, nur nicht hier und Das Vermächtnis des geheimen Buches und Serien wie Eine himmlische Familie, CSI: Miami und The L Word – Wenn Frauen Frauen lieben zu sehen. 2012 stand sie neben C. Thomas Howell, Robert Carradine, Judd Nelson und Lochlyn Munro für den Thriller The Terror Experiment vor der Kamera.

## Filmografie (Auswahl)
- 1996–2002: Eine himmlische Familie (7th Heaven, Fernsehserie)
- 1999: Get The Dog – Verrückt nach Liebe (Lost & Found)
- 1999: Überall, nur nicht hier (Anywhere But Here)
- 1999: So High
- 2001–2020: General Hospital (Fernsehserie)
- 2002: Greg the Bunny (Fernsehserie)
- 2006: CSI: Miami (Fernsehserie)
- 2007: Das Vermächtnis des geheimen Buches (National Treasure: Book of Secrets)
- 2008/2009: The L Word – Wenn Frauen Frauen lieben (The L Word, Fernsehserie)
- 2009: Without a Trace – Spurlos verschwunden
- 2010–2022: The Bay (Fernsehserie)
- 2011: Julia X 3D
- 2017: The Student
- 2018: Baby Obsession
- 2019: Mommy’s Little Princess
- 2019: Chameleon
- 2021: Double Kidnapped
- 2021: Her Deadly Boyfriend
- 2022: A Broken Mother (Fernsehfilm)
- 2022: Catfish Killer
- 2022: She Is Not Your Daughter (Fernsehfilm)
- 2022: Stealing in Suburbia (Fernsehfilm)
- 2022: Christmas at the Greenbrier
- 2023: The Kept Mistress Killer (Fernsehfilm)